# Makléřův úředník
Makléřův úředník je jedna z krátkých detektivních povídek o Sherlocku Holmesovi, kterou napsal Sir Arthur Conan Doyle. Poprvé byla vydána v roce 1893 v časopisu The Strand Magazine pod názvem The Adventure of the Stockbroker's Clerk. Je třetí z jedenácti povídek vydaných knižně v souboru Vzpomínky na Sherlocka Holmese (anglicky The Memoirs of Sherlock Holmes).

## Děj
Příběh se odehrává asi 3 měsíce poté, co se doktor Watson ožení, odstěhuje se z Baker Street a založí si vlastní lékařskou praxi. Na Holmese nemá moc čas, a tak je potěšen, když se u něj Holmes jednoho dne objeví s žádostí, aby s ním jel do Birminghamu.
Ve vlaku se dozví o situaci mladého úředníka jménem Hall Pycroft, který nedávno přišel o práci u jedné bankovní společnosti, ale konečně se mu podařilo najít dobře placené místo u londýnské firmy Mawson & Williams, která obchoduje s akciemi. Ještě než stihl nastoupit, ho ale navštívil muž jménem Arthur Pinner a nabídl mu mnohem lépe placené místo u železářské firmy se sídlem v Birminghamu, kterou založil se svým bratrem. Pycroft se i přes pochyby rozhodne místo přijmout a na žádost Pinnera o tom sepíše prohlášení. Pinner po něm také požaduje, aby firmě Mawson & Williams nic neoznamoval a odjel do Birminghamu, kde ho má v kanceláři čekat jeho bratr Harry Pinner.
Při návštěvě provizorního nevybaveného sídla společnosti bratrů Pinnerových na Pycrofta padne podezření, které je jen umocněno, když si všimne, že Harry Pinner – už tak nápadně podobný svému bratrovi – má zlatou zubní výplň na stejném místě jako Arthur. Rozhodne se proto oslovit Sherlocka Holmese.

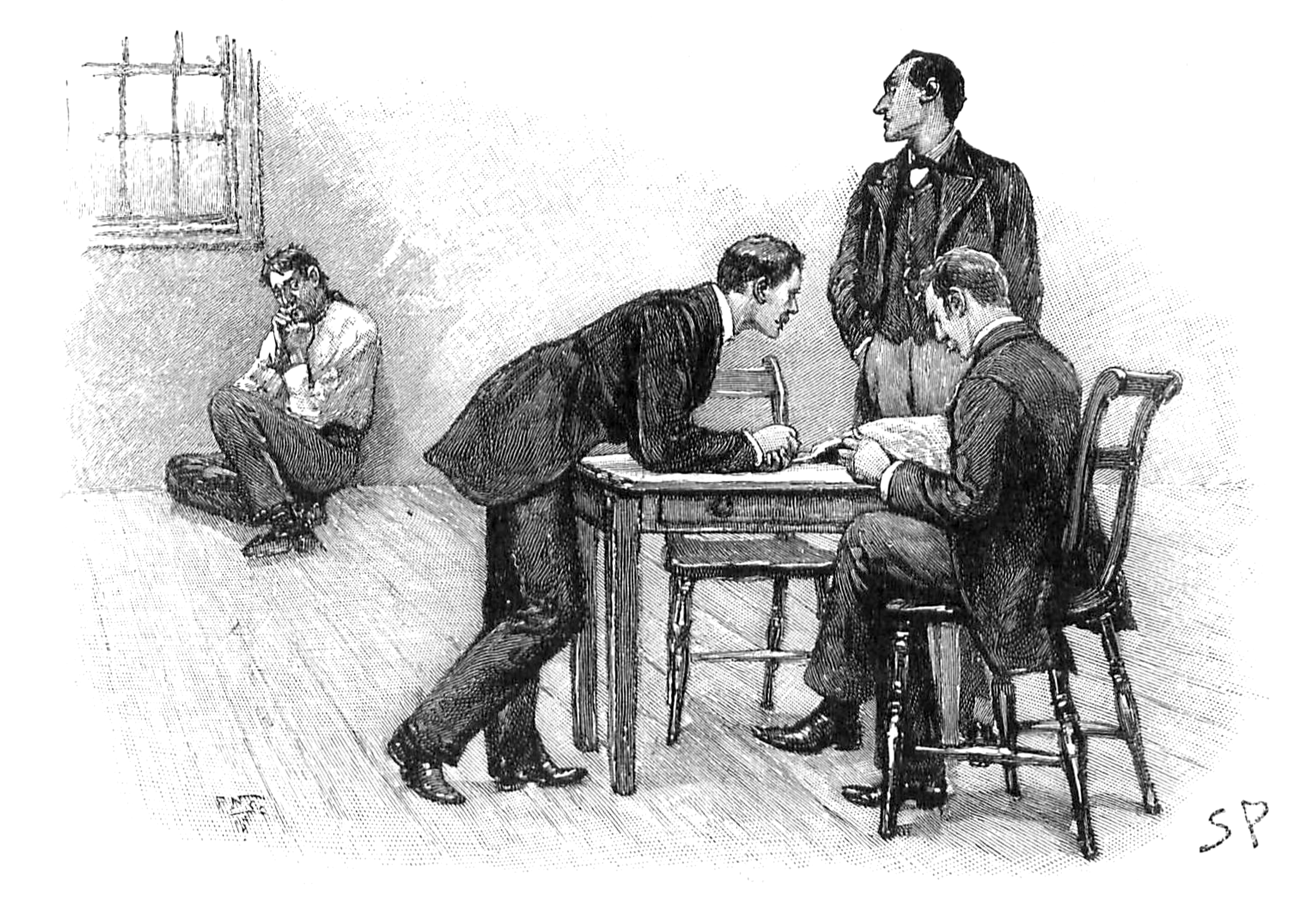
„Pohlédl na poničenou postavu.“ (1893, Sidney Paget, The Strand Magazine)

Hall Pycroft se vydá společně s Holmesem a Watsonem do sídla svého nového zaměstnavatele pod záminkou, že to jsou jeho přátelé hledající práci. Když všichni tři vstoupí do kanceláře, nachází zde značně vyděšeného Harryho Pinnera, jak si čte noviny. Pinner vyslechne důvod jejich navštěvy, poté se omluví, odejde do vedlejší místnosti a zamkne za sebou. Holmesovi je to podezřelé a jakmile uslyší zvuky vycházející z oné místnosti, zavelí vyrazit dveře. Nachází zde oběšeného, leč ještě živého Harryho Pinnera.
Celá věc, kromě náhlého pokusu o sebevraždu, je Holmesovi již jasná a vylíčí ji svým společníkům – existuje pouze jeden Pinner. Mezitím, co byl opravdový Hall Pycroft „zaměstnán“ u společnosti bratrů Pinnerů, falešný Hall Pycroft docházel v Londýně do sídla Mawson & Williams, kde jsou mimo jiné uchované cenné papíry. Aby na něj nepadlo podezření okamžitě, obstaral si vzorek Pycroftova rukopisu. Watsonovi se podaří oživit Harryho Pinnera a ten odkáže na článek v novinách jako na důvod jeho pokusu oběsit se. V novinách se píše o neúspěšném pokusu o vyloupení firmy Mawson & Williams, při kterém byl zabit hlídač a pachatel byl zajat. Jednalo se o zločince Beddingtona, který byl nedávno propuštěn spolu se svým bratrem z vězení a byl zaměstnán ve firmě pod jménem „Hall Pycroft“.
Holmes posílá Pycrofta pro policii a uzavírá: „Lidská povaha je prapodivná směs vlastností, Watsone. Tady to vidíte: i darebák a vrah si může získat takovou oddanost, že se jeho bratr pokusí o sebevraždu, když se doví, že sourozeneček neujde šibenici.“